# Wincenta Jadwiga Jaroszewska
Wincenta Jadwiga Jaroszewska (właśc. Jadwiga Zofia Jaroszewska; imię zakonne Wincenta od Męki Pańskiej; ur. 7 marca 1900 w Piotrkowie Trybunalskim, zm. 10 listopada 1937 w Warszawie) – polska zakonnica, założycielka i pierwsza przełożona generalna Zgromadzenia Sióstr Benedyktynek Samarytanek Krzyża Chrystusowego, działaczka społeczna, pionierka pracy na rzecz dzieci niepełnosprawnych intelektualnie oraz Czcigodna Służebnica Boża Kościoła katolickiego.

## Życiorys

### Lata dzieciństwa i młodości
Pochodziła z ziemi sieradzkiej, gdzie się urodziła 7 marca 1900(dts) w Piotrkowie Trybunalskim jako najstarsza córka w rodzinie wielodzietnej maszynisty kolejowego Władysława i Franciszki z domu Dłużniewskiej. 3 kwietnia tegoż roku w kościele św. Jakuba w Piotrkowie Trybunalskim została ochrzczona z rąk ks. Jarosława Śląskiego przyjmując imiona Jadwiga Zofia. W wieku 2 lat straciła ojca, a w wieku 7 lat matkę. Odtąd wychowywała ją rodzina, najpierw babcia Franciszka Kalkstein-Jaroszewska, a po jej śmierci ciotka Halina Jaroszewska.
Podczas I wojny światowej zaangażowała się w pomoc rannym żołnierzom, jako sanitariuszka w szpitalu polowym. W czerwcu 1917 ukończywszy gimnazjum im. Heleny Trzcińskiej w Piotrkowie Trybunalskim oraz kurs pedagogiczny w Warszawie, pracowała jako nauczycielka w prywatnej szkole swojej ciotki Haliny. Penetrując zaułki Piotrkowa zetknęła się z ludźmi ubogimi. Pragnęła zaangażować się do służby na ich rzecz, co zanotowała w osobistych notatkach:

Pragnieniem moim od lat szkolnych było pomagać w stwarzaniu warunków zadowalających tym, którzy z powodu upośledzenia fizycznego, albo moralnego nie mogą pracować w warunkach zwykłych. Za takich uważałam: upadłe kobiety, ludzi obarczonych chorobą zaraźliwą, a nieuleczalną, oraz wychodzących z więzień, a w następstwie również i dzieci anormalne i kalekie. Modliłam się, by powstało Zgromadzenie, które roztoczy opieką nad wyżej wymienionymi. Samodzielnej pracy w tym kierunku bardzo się lękałam.

### Poszukiwanie zgromadzenia zakonnego
Przez siedem lat próbowała poszukiwać swojego powołania wstępując kolejno do kilku zgromadzeń zakonnych. Pierwsze kroki skierowała w 1918 do zgromadzenia niehabitowego Sióstr Franciszkanek od Cierpiących w Warszawie, ale zgromadzenie to nie spełniło jej oczekiwań. Następnie w 1919 rozpoczęła nowicjat w Warszawie na Tamce u sióstr szarytek. Opuściła nowicjat sióstr szarytek w maju 1920, a następnie przez rok (1920–1921) przebywała w Piotrkowie, gdzie w okresie od 13 sierpnia do 20 września 1920 podjęła pracę jako sanitariuszka na oddziale chirurgicznym szpitala wojskowego. Później przebywała od czerwca 1921 u sióstr Zmartwychwstanek w Kętach. Tutaj 2 lutego 1922 odbyły się jej obłóczyny i młoda nowicjuszka otrzymała imię zakonne Wincenta. Pierwsze śluby czasowe złożyła 2 lutego 1923 i została skierowana do domu w Warszawie przy ul. Sewerynów 5B. Tutaj pracowała od 4 lutego tegoż roku jako wychowawczyni i nauczycielka matematyki w klasach niższych Seminarium Nauczycielskiego. Prowadziła też szkółkę dwuklasową dla chłopców. Po uzupełnieniu wykształcenia na Uniwersytecie Warszawskim prowadziła też lekcje matematyki w starszych klasach. Czuła, że nie idzie drogą, na którą została wezwana. Po zasięgnięciu rady u swego kierownika duchowego ks. prof. Wilhelma Michalskiego i po uzgodnieniu sprawy ze swoimi przełożonymi napisała prośbę do Stolicy Apostolskiej o zwolnienie ze ślubów czasowych, przechodząc do Zgromadzenia Pasjonistek w Płocku. Po trzech miesiącach pobytu w tym zgromadzeniu, 28 grudnia 1925 opuściła je, z uwagi na słabe zdrowie.

### Założenie Zgromadzenia Sióstr Benedyktynek Samarytanek Krzyża Chrystusowego
6 stycznia 1926(dts) podjęła pracę w szpitalu skórno-wenerycznym św. Łazarza w Warszawie przy ul. Książęcej 2 (dziś nieistniejącym) jako dozorczyni kobiet przymusowo leczonych. Powstał wówczas pomysł zawiązania świeckiego stowarzyszenia „Samarytanki”, będącego zalążkiem późniejszego zgromadzenia zakonnego. 13 marca 1926(dts) stowarzyszenie zyskało akceptację Ministerstwa Pracy i Opieki Społecznej. W czerwcu 1926 członkinie stowarzyszenia otworzyły drugą placówkę w szpitalu skórno-wenerycznym św. Józefa w Lublinie. Następnie w październiku 1927 objęła prowadzenie w Henrykowie k. Warszawy zakładu „Przystań” dla dziewcząt moralnie zaniedbanych i samotnych matek.
6 stycznia 1928(dts) złożyła na ręce swojego spowiednika ks. prof. Jana Adameckiego prywatne śluby: ubóstwa, czystości, pokory i posłuszeństwa oraz przyrzeczenie pracy wspólnej w stowarzyszeniu „Samarytanek”. W czerwcu 1928 zaczęła prowadzić pierwszy w Polsce zakład dla chłopców niepełnosprawnych intelektualnie w Karolinie. Doświadczenie i obserwacje tej grupy społecznej były powodem opracowania i wdrożenia specyficznego systemu wychowawczego tzw. „systemu rodzinkowego”, który polegał na zorganizowaniu grup 15–20 osobowych, zwanych „rodzinkami”, gdzie niepełnosprawne intelektualnie dzieci we własnym wydzielonym mieszkaniu znajdowały się pod opieką jednej siostry. Podstawową zasadą było stworzenie dla tej grupy atmosfery rodzinnego domu, ciepła opartego na miłości, zaufaniu, uznaniu do działania i pracy oraz posiadaniu własności. Siostra Wincenta charakteryzując ten sposób postępowania mówiła: 

Wychowując musimy być matkami duchowymi. Ale nie takimi matkami, które umieją tylko morały prawić, a same brzydzą się upośledzonymi dziećmi i kalekami (…) my musimy im zastąpić matkę… dziecku, trzeba dać troszkę serca, nie tylko dać kawałek chleba, ale wczuć się w jego potrzeby, radości i smutki, musimy poznać jego życie! I dlatego system rodzinkowy musi się rozwinąć. W celu wychowawczym jest ten system rodzinkowy. Bo jest rzeczą konieczną, aby każde dziecko miało rodzinę. Z początku chciałam, aby praktykowało się to, jak w każdej naturalnej rodzinie, a więc jedna siostra przypadałaby na dwoje, troje dzieci. Wynajmowałoby się pokój czy dwa pokoje i tworzyłoby się naturalną rodzinę. Ale okazało się to nierealnym z braku środków materialnych, byłoby za kosztowne. Od pierwotnego ideału muszę więc odstąpić. W tych warunkach, jakie są obecnie, będzie trudniej, a wychowanie poniesie za tym stratę – nie przeczę. Przy większej ilości dzieci, nie będzie można traktować ich indywidualnie, jak o tym marzyłam.

Kardynał Aleksander Kakowski dekretem z 23 sierpnia 1930 zatwierdził stowarzyszenie jako związek religijny, a podczas pierwszej kapituły generalnej 20 października 1930 w Karolinie, siostra Wincenta została wybrana jednogłośnie przełożoną generalną. W sierpniu 1931 siedziba stowarzyszenia została przeniesiona do zakupionego majątku ziemskiego w Niegowie, pod nazwą „Samaria”. Następnie założyła kolejne placówki w Pruszkowie przy ul. Szkolnej 15 („Dom św. Maura i Placyda” – dla chłopców z lekką niepełnosprawnością intelektualną) i ul. Żbikowskiej 24 („Dom św. Gertrudy” – dla dziewcząt z niepełnosprawnością intelektualną). Pod koniec lata 1931 siostra Wincenta w celu podreperowania swojego stanu zdrowia udała się na kurację do Vichy we Francji. Wiosną 1932 zainicjowała budowę kolejnej placówki „Domu Pracy im. Szymona z Cyreny” w Fiszorze. 8 grudnia 1932 Zgromadzenie Sióstr Benedyktynek Samarytanek Krzyża Chrystusowego zostało uroczyście erygowane przez kard. Aleksandra Kakowskiego na prawie diecezjalnym, a 21 marca 1933 podczas mszy św. w domu generalnym „Samaria” Matka Wincenta złożyła śluby wieczyste. Hasłem zgromadzenia stało się: „Bóg jest miłością” (1 J 4,8), a duchowość została oparta na Regule św. Benedykta. Z początkiem 1933 otwarła „Hotelik św. Heleny” w Warszawie przy ul. Barskiej 16 dla dziewcząt i kobiet, a następnie w 1934 „Bursę św. Bernarda” w Pruszkowie przy ul. Żabiej 4 – dla dziewcząt z lekką niepełnosprawnością intelektualną. Ostatnią jej inicjatywą było utworzenie Katolickiego Domu Wypoczynkowego w Skolimowie.

### U schyłku życia
Ze względu na pogarszający się stan zdrowia w połowie września 1937 przekazała pełnienie obowiązków przełożonej generalnej do czasu zwołania nowej kapituły wyborczej – s. Benignie Umińskiej OSBSam.
Mimo złego stanu zdrowia nie ustawała w pracy, prowadząc sprawy zgromadzenia niemal do końca życia, leżąc w łóżku. Zmarła po długich i ciężkich cierpieniach 10 listopada 1937 o godzinie 2:30 w Warszawie przy ul. Barskiej. Dwudniowe uroczystości pogrzebowe odbyły się 12 listopada w bazylice archikatedralnej św. Jana Chrzciciela w Warszawie mszą świętą żałobną pod przewodnictwem abp. Stanisława Galla, a następnie trumnę z jej ciałem przetransportowano do domu generalnego „Samaria”, gdzie rozpoczęła się dzień później druga część tych uroczystości. Pogrzeb odbył się 13 listopada w kościele Świętej Trójcy w Niegowie, po czym siostry przeniosły trumnę z ciałem zmarłej na miejscowy cmentarz, gdzie została początkowo pochowana w kwaterze Zgromadzenia Sióstr Benedyktynek Samarytanek Krzyża Chrystusowego.
Siostra Wincenta szczególną troską otaczała dzieci niepełnosprawne. Stała się prekursorką w dziedzinie ich wychowania. Organizowała domy i szkoły życia według wypracowanego przez siebie systemu. Nowe zgromadzenie zakonne powstało dzięki jej inicjatywie i energii oraz głębokiemu współczuciu, jakie posiadała dla ludzi nieszczęśliwych. Obdarzona darem organizatorskim, ofiarnością, podjęła prace dotychczas zaniedbane: zajęcie się chorymi w szpitalach skórno-wenerycznych i opieką nad dziećmi niepełnosprawnymi intelektualnie.

## Tablica przodków
| Tablica rodowodowa                                                                         |                                                                                                  |                                                                                                  |                                                                                                  |                                                                                                  |                                                                                                  |                                                                                                  |                                                                                                  |                                                                                                  |
| Prapradziadkowie                                                                           | ?                                                                                                | ?                                                                                                | Ignacy Kalkstein h. Kos (~1760–1793) Marianna Nostitz-Jackowska (~1760–?)                        | Wojciech Łempicki h. Junosza (~1740–?) Joanna Kuczkowska h. Wąż (~1780–7.02.1834)                | ?                                                                                                | ?                                                                                                | ?                                                                                                | ?                                                                                                |
| Pradziadkowie                                                                              | Henryk Jaroszewski (~1810–?) Marianna Kisielewska (~1810–?)                                      | Henryk Jaroszewski (~1810–?) Marianna Kisielewska (~1810–?)                                      | Franciszek Kalkstein h. Kos (1789–5.05.1856) Krystyna Kryspina Łempicka h. Junosza (~1810–1859)  | Franciszek Kalkstein h. Kos (1789–5.05.1856) Krystyna Kryspina Łempicka h. Junosza (~1810–1859)  | ?                                                                                                | ?                                                                                                | ?                                                                                                | ?                                                                                                |
| Dziadkowie                                                                                 | Bolesław Aleksander Jaroszewski (1842–1883) Franciszka Kalkstein h. Kos (5.10.1844–8.10.1912)    | Bolesław Aleksander Jaroszewski (1842–1883) Franciszka Kalkstein h. Kos (5.10.1844–8.10.1912)    | Bolesław Aleksander Jaroszewski (1842–1883) Franciszka Kalkstein h. Kos (5.10.1844–8.10.1912)    | Bolesław Aleksander Jaroszewski (1842–1883) Franciszka Kalkstein h. Kos (5.10.1844–8.10.1912)    | Ludwik Dłużniewski (~1840–?) Marianna Piesiewicz (~1840–?)                                       | Ludwik Dłużniewski (~1840–?) Marianna Piesiewicz (~1840–?)                                       | Ludwik Dłużniewski (~1840–?) Marianna Piesiewicz (~1840–?)                                       | Ludwik Dłużniewski (~1840–?) Marianna Piesiewicz (~1840–?)                                       |
| Rodzice                                                                                    | Władysław Franciszek Jaroszewski (27.06.1875–7.07.1902) Franciszka Dłużniewska (1866–27.02.1907) | Władysław Franciszek Jaroszewski (27.06.1875–7.07.1902) Franciszka Dłużniewska (1866–27.02.1907) | Władysław Franciszek Jaroszewski (27.06.1875–7.07.1902) Franciszka Dłużniewska (1866–27.02.1907) | Władysław Franciszek Jaroszewski (27.06.1875–7.07.1902) Franciszka Dłużniewska (1866–27.02.1907) | Władysław Franciszek Jaroszewski (27.06.1875–7.07.1902) Franciszka Dłużniewska (1866–27.02.1907) | Władysław Franciszek Jaroszewski (27.06.1875–7.07.1902) Franciszka Dłużniewska (1866–27.02.1907) | Władysław Franciszek Jaroszewski (27.06.1875–7.07.1902) Franciszka Dłużniewska (1866–27.02.1907) | Władysław Franciszek Jaroszewski (27.06.1875–7.07.1902) Franciszka Dłużniewska (1866–27.02.1907) |
| Czcigodna Służebnica Boża Wincenta Jadwiga Zofia Jaroszewska OSBSam (7.03.1900–10.11.1937) |                                                                                                  |                                                                                                  |                                                                                                  |                                                                                                  |                                                                                                  |                                                                                                  |                                                                                                  |                                                                                                  |

## Publikacje
- Leonia Maria Nastał i inni, Wybór pism Leonii Marii Nastał i Wincenty Jadwigi Jaroszewskiej, Warszawa: Akademia Teologii Katolickiej, 1981, OCLC 830211577. Brak numerów stron w książce
- Wincenta Jadwiga Jaroszewska (wybór Joachim Roman Bar): Wybór pism matki Wincenty Jadwigi Jaroszewskiej. Wyd. 2. Warszawa: Wydawnictwo Sióstr Loretanek, 1997. ISBN 83-86851-56-2. OCLC 297609514. Brak numerów stron w książce
- Wincenta Jadwiga Jaroszewska, Myśli na każdy dzień, Warszawa: Wydawnictwo Sióstr Loretanek, 2012, ISBN 978-83-7257-578-4, OCLC 823772885. Brak numerów stron w książce

## Proces beatyfikacyjny
Z inicjatywy Sióstr Benedyktynek Samarytanek Krzyża Chrystusowego, przekonanych o świątobliwości jej życia podjęto starania w celu wyniesienia jej na ołtarze. 30 września 1992 Stolica Apostolska wyraziła zgodę tzw. nihil obstat na rozpoczęcie procesu jej beatyfikacji, po czym 15 grudnia 1992 w Warszawie prymas kard. Józef Glemp w kaplicy arcybiskupów warszawskich rozpoczął ten proces na szczeblu diecezjalnym, który zakończył się 4 sierpnia 1996 w kaplicy domu generalnego Zgromadzenia Sióstr Benedyktynek Samarytanek Krzyża Chrystusowego w Niegowie uroczystą mszą świętą sprawowaną przez prymasa kard. Józefa Glempa. Odtąd przysługiwał jej tytuł Służebnicy Bożej. Akta procesu zostały następnie przekazane Kongregacji Spraw Kanonizacyjnych w Rzymie.
5 lipca 1999 wydano dekret o ważności postępowania diecezjalnego. Następnie w 2012 złożono tzw. positio wymagane w dalszej procedurze beatyfikacyjnej, po czym 3 grudnia 2013 odbyła się w Rzymie sesja konsultorów teologicznych. 18 marca 2015 papież Franciszek zaaprobował dekret o uznaniu heroiczności życia i cnót Wincenty Jadwigi Jaroszewskiej. Odtąd przysługuje jej tytuł Czcigodnej Służebnicy Bożej.
Za zezwoleniem władzy kościelnej ułożono specjalną modlitwę o jej beatyfikację.

## Upamiętnienie
- W 1987, w 50. rocznicę jej śmierci, w bazylice św. Jakuba w Piotrkowie Trybunalskim (gdzie przyjęła sakrament chrztu świętego) została wmurowana z inicjatywy Sióstr Benedyktynek Samarytanek Krzyża Chrystusowego okolicznościowa tablica pamiątkowa jej poświęcona[1]
- Od 1994[25] jest patronką Specjalnego Ośrodka Szkolno-Wychowawczego w Jurkach[26]
- 8 kwietnia 2006 odbyła się ekshumacja szczątków Wincenty Jaroszewskiej i przeniesienie ich z cmentarza parafialnego do sarkofagu w kaplicy św. Judy Tadeusza kościoła Świętej Trójcy w Niegowie[27], gdzie każdego 10. dnia miesiąca sprawowana jest msza św. o jej beatyfikację[17]. W tym samym roku (2006) w Niegowie (Samarii), w domu generalnym zgromadzenia  utworzono udostępnioną dla zwiedzających izbę pamięci z ekspozycją dokumentów i pamiątek pozostawionych przez nią oraz mebli (klęcznik, biurko i krzesło) służących jej do pracy i modlitwy[28].
- Postanowieniem prezydenta RP Lecha Kaczyńskiego z 19 listopada 2009, „za wybitne zasługi w działalności na rzecz osób potrzebujących pomocy” Wincenta Jadwiga Jaroszewska została pośmiertnie odznaczona Krzyżem Wielkim Orderu Odrodzenia Polski[29] i uhonorowana 20 listopada tego samego roku podczas uroczystości z okazji Dnia Pracownika Socjalnego[30]
- W 2013 z inicjatywy Zgromadzenia Sióstr Benedyktynek Samarytanek Krzyża Chrystusowego został odsłonięty pomnik wykonany z brązu matki Wincenty, autorstwa Gennadija Jerszowa. Umieszczono go na terenie Domu Pomocy Społecznej w Bielawkach[31].
- Dwóm ulicom w Polsce nadano jej imię, w Pruszkowie (ul. Wincenty Jaroszewskiej)[32] i Gaju (ul. Matki Wincenty Jaroszewskiej)[33]